# Catch Thirtythree
Catch Thirtythree è il quinto album in studio del gruppo musicale svedese Meshuggah, pubblicato il 16 maggio 2005 dalla Nuclear Blast.

## Descrizione
Nonostante il disco contenga 13 tracce, si tratta comunque di una singola e continua suite. Il testo della canzone è un concept che gira intorno a differenti tipi di paradossi. Il titolo Catch Thirtythree (Catch 33) riprende Catch 22 (titolo italiano Comma 22), il libro di Joseph Heller dove viene descritta una situazione paradossale nota come paradosso del Comma 22.
L'album è stato composto utilizzando una drum machine virtuale programmata dai membri della band, piuttosto che una classica batteria acustica.

## Tracce
Testi di Tomas Haake e Mårten Hagström, musiche dei Meshuggah.
1. Autonomy Lost – 1:40
2. Imprint of the Un-Saved – 1:35
3. Disenchantment – 1:43
4. The Paradoxical Spiral – 3:11
5. Re-Inanimate – 1:04
6. Entrapment – 2:28
7. Mind's Mirrors – 4:29
8. In Death - Is Life – 2:01
9. In Death - Is Death – 13:22
10. Shed – 3:33
11. Personae Non Gratae – 1:47
12. Dehumanization – 2:55
13. Sum – 7:17

## Formazione
Gruppo
- Jens Kidman – voce, chitarra, basso, programmazione batteria
- Fredrik Thordendal – chitarra, basso, programmazione batteria
- Mårten Hagström – chitarra, basso, programmazione batteria
- Tomas Haake – voce parlata, programmazione batteria

Produzione
- Meshuggah – produzione, missaggio
- Björn Engelmann – mastering